# ミフユ
ミフユ（1972年12月14日 - ）は、日本の声優、女優。東京都出身。血液型はAB型。

## 出演作品

### ゲーム
- 進め!さんすう探検隊

### ドラマCD
- 無現第一章〜HOPE〜（深津望）
- 無現第三章〜HOPE〜（麻紀子）

### ナレーション
- ヒストリーチャンネル

| スタブアイコン | サブスタブ | この項目は、まだ閲覧者の調べものの参照としては役立たない、俳優（男優・女優）に関連した書きかけの項目です。この項目を加筆・訂正などしてくださる協力者を求めています（P:映画/PJ芸能人）。 |